# Olympische Winterspiele 2022/Teilnehmer (Pakistan)
| Gelbes Symbol für Goldmedaillen mit stilisierten Olympischen Ringen | Graues Symbol für Silbermedaillen mit stilisierten Olympischen Ringen | Braundes Symbol für Bronzemedaillen mit stilisierten Olympischen Ringen |
| ------------------------------------------------------------------- | --------------------------------------------------------------------- | ----------------------------------------------------------------------- |
| —                                                                   | —                                                                     | —                                                                       |

Pakistan nahm an den Olympischen Winterspielen 2022 in Peking mit dem Skirennläufer Muhammad Karim zum vierten Mal in seiner Geschichte an Olympischen Winterspielen teil.

## Teilnehmer nach Sportarten

### Ski Alpin
| Athlet         | Wettbewerb | 1. Lauf | 1. Lauf | 2. Lauf       | 2. Lauf       | Gesamt        | Gesamt        |               |
| Athlet         | Wettbewerb | Zeit    | Rang    | Zeit          | Rang          | Zeit          | Rang          |               |
| -------------- | ---------- | ------- | ------- | ------------- | ------------- | ------------- | ------------- | ------------- |
| Muhammad Karim | Slalom     | DNF     | DNF     | ausgeschieden | ausgeschieden | ausgeschieden | ausgeschieden | ausgeschieden |